# Verrière
Verrière – miejscowość i gmina we Francji, w regionie Île-de-France, w departamencie Yvelines.
Według danych na rok 1990 gminę zamieszkiwało 6187 osób, a gęstość zaludnienia wynosiła 3495 osób/km² (wśród 1287 gmin regionu Île-de-France Verrière plasuje się na 295. miejscu pod względem liczby ludności, natomiast pod względem powierzchni na miejscu 871.).